# Grypocentrus lucidus
Grypocentrus lucidus là một loài tò vò trong họ Ichneumonidae.